# Бевърли Клиъри
Бевърли Клиъри (на английски: Beverly Cleary) е американска писателка на бестселъри в жанра детска литература.

## Биография и творчество
Бевърли Атли Бън Клиъри е родена на 12 април 1916 г. в Макминвил, Орегон, САЩ. Отраства във ферма в малкото градче Ямхил. Когато става на 6 г. семейството се мести в Портланд, Орегон. Под влияние на майка си и на началната учителка се влюбва в книгите.
През 1934 г. се премества в Онтарио, Калифорния, за да учи в колежа „Чафей“, където получава специална степен по изкуствата. Работи като заместник библиотекар в Градската библиотека на Онтарио. Продължава да учи и през 1938 г. завършва специалност английска филология в Калифорнийския университет в Бъркли, а през 1939 г. и библиотечни науки в Училището по библиотекознание към Вашингтонския университет в Сиатъл. След дипломирането си работи като библиотекар в Якима, щат Вашингтон. Там се среща с много деца, които търсят книги за тяхната възраст, което я мотивира да започне да пише.
През 1940 г. се омъжва за Кларънс T. Клиъри и се преместват да живеят в Оукланд, Калифорния. Имат близнаци – Мериъм Елизабет и Малкълм Джеймс. Съпругът ѝ почива през 2004 г.
Първата ѝ книга „Хенри Хъгинс“ от едноименната поредица е издадена през 1950 г.
С главна героиня енергичното малко момиченце Рамона Куимби в книгата „Бийзъс и Рамона“ през 1955 г. започва другата ѝ емблематична поредица „Рамона Куимби“. Героите в двете поредици се преплитат и допълват като поддържащи герои. Те са участници и в самостоятелни книги.
Произведенията на писателката са преведени на над 15 езика и са издадени в над 90 милиона екземпляра по света.
Удостоена е с множество награди, като е получила наградата на Американската библиотечна организация за нейния цялостен принос в детската литература.
Рожденият ѝ ден – 12 април, е кръстен от почитателите ѝ „D.E.A.R. Day“ (Drop Everything and Read – „Остави всичко и чети“), като на тази дата всяка година се организират програми, насърчаващи четенето и обичта към книгите.
Бевърли Клиъри умира на 25 март 2021 г. в Кармел, Калифорния.

## Произведения

### Самостоятелни романи
- Fifteen (1956)
- Jean and Johnny (1959)
- Beaver and Wally (1961)
- Emily's Runaway Imagination (1961)
- Here's Beaver! (1961)
- Ribsy and the P.T.A (1963)
- Sister of the Bride (1963)
- Mitch and Amy (1967)
Мич и Ейми, изд. „Милениум“, София (2012), прев. София Петрова
- Socks (1973)
- The Luckiest Girl (1975)
- Golden Treasure (1976)
- Leave It to Beaver (1978)
- Young Love by Beverly Cleary (1982)
- Lucky Chuck (1984)
- Here Come the Twins (1989)
- The Twins Again (1989)
- Mouse House Trio (1989)
- Muggie Maggie (1990)

### Серия „Хенри Хъгинс“ (Henry Huggins) – ил. Трейси Докрей
1. Henry Huggins (1950)
Хенри Хъгинс, изд. „Милениум“, София (2013), прев. София Петрова
2. Henry and Beezus (1952)
Хенри и Бийзъс, изд. „Милениум“, София (2012), прев. София Петрова
3. Henry and Ribsy (1954)
Хенри и Рибси, изд. „Милениум“, София (2013), прев. София Петрова
4. Henry and the Paper Route (1957)
5. Henry and the Clubhouse (1962)
Хенри и клубът, изд. „Милениум“, София (2011), прев. София Петрова
6. Ribsy (1964)

### Серия „Елен и Отис“ (Ellen & Otis)
1. Ellen Tebbits (1951)
2. Otis Spofford (1953)

### Серия „Рамона Куимби“ (Ramona Quimby) – ил. Трейси Докрей
1. Beezus and Ramona (1955)
Бийзъс и Рамона, изд. „Милениум“, София (2011), прев. София Петрова
2. Ramona the Pest (1968)
Рамона Белята, изд. „Милениум“, София (2011), прев. София Петрова
3. Ramona the Brave (1975)
Рамона Смелата, изд. „Милениум“, София (2012), прев. София Петрова
4. Ramona and Her Father (1977)
Рамона и баща ѝ, изд. „Милениум“, София (2014), прев. София Петрова
5. Ramona and Her Mother (1979)
6. Ramona Quimby, Age 8 (1981)
Рамона Куимби на 8 г., изд. „Милениум“, София (2011), прев. София Петрова
7. Ramona Forever (1984)
Рамона завинаги, изд. „Милениум“, София (2013), прев. София Петрова
8. Ramona's World (1999)
Светът на Рамона, изд. „Милениум“, София (2014), прев. София Петрова

- The Beezus and Ramona Diary (1986)

### Серия „Ралф Мишока“ (Ralph S. Mouse)
1. The Mouse and the Motor Cycle (1965)
2. Runaway Ralph (1970)
3. Ralph S. Mouse (1982)

### Серия „Лий Ботс“ (Leigh Botts)
1. Dear Mr. Henshaw (1983) – награда „Джон Нюбъри“
2. Strider (1991)

### Документалистика
- A Girl from Yamhill (1988) – автобиографичен
- My Own Two Feet (1995) – автобиографичен

### Екранизации
- 1986 – 1991 ABC Weekend Specials – ТВ сериал, с участието на 3 епизода по книгите
- 1988 Ramona – ТВ сериал по романите
- 1995 Mouse on a Motorcycle – по книгата „The Mouse and the Motorcycle“
- 2010 Ramona and Beezus – филм по романите